# Barbara Weiler
Pour les articles homonymes, voir Weiler.
Barbara Weiler, née le 17 septembre 1946 à Düsseldorf, est une femme politique allemande.
Membre du Parti social-démocrate d'Allemagne, elle est députée au Bundestag de 1987 à 1990 et députée européenne de 1994 à 2014.